# Seán Brosnan
Seán Brosnan (* 21. Dezember 1916; † 18. April 1979) war ein irischer Politiker der Fianna Fáil, der zwischen 1969 und 1973 sowie erneut von 1974 bis 1979 Mitglied des Unterhauses (Dáil Éireann) und zwischenzeitlich von 1973 bis 1974 Mitglied des Senats (Seanad Éireann) war. Darüber hinaus war er zwischen 1977 und 1979 Mitglied des Europäischen Parlaments.

## Leben
Brosnan absolvierte nach dem Schulbesuch ein Studium der Rechtswissenschaften und war im Anschluss als Barrister tätig. Er kandidierte für die Fianna Fáil bei den Wahlen vom 7. April 1965 im Wahlkreis Cork North East erstmals ohne Erfolg für ein Mandat im Unterhaus. Bei den darauf folgenden Wahlen am 18. Juni 1969 wurde er im Wahlkreis Cork North East zum Mitglied des Dáil Éireann gewählt, verlor diesen Sitz jedoch bei den nächsten Wahlen am 28. Februar 1973. Stattdessen wurde er aber am 1. Juni 1973 Mitglied des Seanad Éireann und vertrat dort den sogenannten Administrative Panel, die Interessengruppe für die öffentliche Verwaltung und Sozialeinrichtungen.
Brosnan wurde allerdings bereits im darauf folgenden Jahr bei einer durch den Tod von Michael Ahern notwendigen Nachwahl (By-election) im Wahlkreis Cork North East wieder zum Mitglied des Unterhauses gewählt. Bei dieser Wahl konnte er sich mit 19.928 Stimmen (49,36 Prozent) deutlich gegen seine vier Mitbewerber durchsetzen. Darüber hinaus wurde er im Dezember 1977 vom Dáil und vom Seanad zu einem der zehn irischen Vertreter im Europäischen Parlament gewählt.
Zuletzt wurde Brosnan bei den Wahlen vom 16. Juni 1977 wieder zum Mitglied des Dáil Éireann und belegte dabei mit 8840 Stimmen (18,66 Prozent) den besten Platz der vier gewählten von neun angetretenen Kandidaten. Nach seinem Tod am 18. April 1979 kam es 7. November 1979 zu einer Nachwahl. Bei dieser konnte sich Myra Barry von der Fine Gael mit 15.939 Stimmen (38,68 Prozent) knapp gegen Brosnans Sohn John Brosnan von der Fianna Fáil (14.961 Stimmen, 36,31 Prozent) sowie zwei weitere Gegenkandidaten durchsetzen.